# Robert Seligman
Robert Seligman (Osijek, 1. svibnja 1986.) je hrvatski gimnastički reprezentativac i član  GD Osijek Žito iz Osijeka. 
Kao šestogodišnji dječak, Robert Seligman se 1992. godine upisao u školu gimnastike Gimnastičkog društva Osijek.
Prvi hrvatski gimnastičar koji je ušao u pojedinačno finale nekog seniorskog svjetskog natjecanja (OI, SP, SK). Ostvario je to kao 15-godišnjak, kada je ušao u finale Svjetskog kupa u Parizu. Na Svjetskom kupu u New Yorku 2005. postao je prvi hrvatski gimnastičar koji je osvojio pojedinačnu medalju na nekom seniorskom svjetskom natjecanju. To je ujedno bila i prva seniorska medalja u gimnastici za Hrvatsku od osamostaljenja. On je prvi hrvatski gimnastičar koji je pobijedio na natjecanju Svjetskog kupa (2005. u Gentu) te na Univerzijadi (u Izmiru). On i Filip Ude donijeli su Hrvatskoj prve medalje s Europskog prvenstva od osamostaljenja. Prvi hrvatski gimnastičar koji je ušao u finale Svjetskog prvenstva.

## Športska karijera
Svi navedeni uspjesi su u disciplini konj s hvataljkama:
- zlatna medalja na Univerzijadi u Izmiru, Turska 2005.

- brončana medalja na Europskom prvenstvu Lausanne Švicarska 2008.

- srebrne medalje na Mediteranskim igrama, Mersin Turska 2013. Tarragona Španjolska 2018.

- finalist Svjetskog prvenstva
  - 2006. – 8. mjesto, Arhus, Danska
  - 2009. – 7. mjesto, London, Velika Britanija
  - 2013. – 6. mjesto, Antwerpen, Belgija
  - 2014. – 5. mjesto, Nanning, Kina
  - 2015. – 8. mjesto, Glasgow, Velika Britanija.

- finalist Europskog prvenstva
  - 2004. – 6. mjesto (kao junior), Ljubljana, Slovenija
  - 2005. – 4. mjesto, Debrecen, Mađarska
  - 2007. – 8. mjesto, Amsterdam, Nizozemska
  - 2008. - brončana medalja, Lausanne, Švicarska
  - 2012. – 4. mjesto, Montpellier, Francuska
  - 2015. – 4. mjesto, Montpellier, Francuska
  - 2016. – 6. mjesto, Bern, Švicarska
  - 2017. – 4. mjesto, Cluj Napoca, Rumunjska
  - 2018. – 2. mjesto, Glasgow, Velika Britanija
  - 2020. - 4. mjesto, Mersin, Turska

- sveukupni pobjednik Svjetskog kupa 2014. na konju s hvataljkama;

- u razdoblju 2005. – 2022. osvojio 29 medalja na natjecanjima Svjetskog kupa
- u svibnju 2019. na Svjetskom kupu u Osijeku osvojio je zlatnu medalju s ocjenom 14.533

U svibnju 2008. na Svjetskom kupu u Tianjinu je dobio 15.725 bodova i postavio novi osobni rekord na konju s hvataljkama.

## Športski uspjesi
Hrvatska:
- višestruki državni prvak na konju s hvataljkama
- državni prvak u višeboju

## Sudjelovanja na velikim natjecanjima
- europska prvenstva

- svjetska prvenstva

Sudionik svjetskog prvenstvo u gimnastici 2002. koje se održalo u Debrecenu, HUN.
Sudionik svjetskog prvenstva koje se je održalo od 16. do 24. kolovoza 2003. godine u Anaheimu, SAD.
Sudionik svjetskog prvenstva koje se je održalo od 22. do 27. studenoga 2005. godine u Melbourneu, AUS.
Sudionik svjetskog prvenstva koje se je održalo od 13. do 21. listopada 2006. godine u Aarhusu, DEN.
Sudionik svjetskog prvenstva koje se je održalo od 1. do 9. rujna 2007. godine u Stuttgartu, GER.

Sudionik svjetskog prvenstva koje se je održalo od 13. do 18. listopada 2009. godine u Londonu, GBR.
Sudionik svjetskog prvenstvo u gimnastici 2010. koje se održalo u Rotterdamu, NED.
Sudionik svjetskog prvenstvo u gimnastici 2011. koje se održalo u Tokyo, JPN.
Sudionik svjetskog prvenstva koje se je održalo od 30. rujna do 6. listopada 2013. godine u Antwerpenu, BEL.
Sudionik svjetskog prvenstvo u gimnastici 2014. koje se održalo u Nanning, CHN.
Sudionik svjetskog prvenstva koje se je održalo od 21. listopada do 18. studenoga 2015. godine u Glasgowu, GBR.
- Olimpijske igre

## Vanjske poveznice
http://www.gdosijek.hr/seniorski-program/robert-selingman.html  Arhivirana inačica izvorne stranice od 17. siječnja 2016. (Wayback Machine)
- Životopis  Arhivirana inačica izvorne stranice od 8. prosinca 2009. (Wayback Machine)